# Alexandrie (guvernorát)
Guvernorát Alexandrie (arabsky محافظة الإسكندرية) je jedním z egyptských guvernorátů. Nachází se v severní části země na pobřeží Středozemního moře. Jeho hlavním městem je druhé největší město Egypta Alexandrie.